# Coupon de réduction
Un coupon de réduction ou bon de réduction est un ticket papier offrant une réduction en valeur ou en pourcentage sur l'achat d'un produit, souvent pour une période de validité donnée ou sous certaines conditions. Les termes couponnage ou couponing peuvent également être utilisés pour cette technique commerciale. Un code promotionnel, ou code de réduction ou e-coupon, est un type de coupon de réduction dématérialisé en Caractère alphanumérique pour pouvoir être utilisé dans la vente par correspondance ou sur Internet. Il se présente sous la forme d'un code alphanumérique, formant éventuellement un mot que le client inscrit dans l'espace prévu à cet effet sur le bon de commande.
Le commerçant diffuse de différentes manières dans ses publicités et/ou par marketing direct les coupons de réduction donnant droit à une promotion. Les coupons de réduction peuvent également être disponibles directement sur le produit en rayon ou encore donnés au client à la caisse lors du paiement pour être utilisé lors d'un prochain achat.

## Avantages apportés par ces codes
La promotion en question est, le plus souvent, une réduction du prix ou la gratuité des frais de livraison pour la vente par correspondance. Pour les marchands et les marques, c'est un mécanisme commercial pour inciter les clients à acheter leur produit.

## Coupons Internet
Il existe des sites web spécialisés dans le recensement de codes promotionnels. On y trouve des réductions sur des produits de nombreuses marques commercialisées par tous types de sites marchands. Et ceci, selon la catégorie ou la thématique d'achat à qui appartient le site marchand en question.
À propos des sites spécialisés de codes promotionnels, on peut les classer dans deux catégories. D'un côté, il y a ceux qui ont une fonction unique : fournir des codes promotionnels, et d'autre part, ceux qui ont une tâche combinée : à la fois fournisseur de codes réduction et comparateur de prix.
Une étude récente réalisée en 2013 par la plate-forme Tradedoubler auprès de 2 500 consommateurs dans six pays européens dont la France révèle que 52 % d'entre eux consultent un site de code promotionnel avant d'effectuer leurs achats.
Les coupons sur Internet sont variés, on peut les classer en fonction de leur périmètre d'application (segments de clients, nombre d'utilisations, minimum d'achat, etc.) et en fonction de la prime associés (livraison offerte, réduction en valeur ou en pourcentage, cadeaux, bons d'achat).
Ces codes sont à insérer dans le panier de la boutique en ligne, ou bien juste avant le paiement et généralement les offres qu'ils permettent d'obtenir sont immédiates, c'est-à-dire que la remise est appliquée sans délai. Plusieurs sites internet sont spécialisés dans le référencement des codes en ligne.

## E-couponing
Le e-couponing est un outil de fidélisation visant à promouvoir en ligne une marque ou un produit à l'aide de coupons de réductions dématérialisés que les consommateurs peuvent retrouver sur les sites internet, voire sur leur mobile. Le développement d'applications pour mobile avec des offres géolocalisées (restaurants, cinémas, magasins, etc.) et des réseaux sociaux va de pair avec un ciblage plus précis des offres de promotion délivrées au consommateur.
Les coupons ont pour objectif de pousser l'internaute à l'achat grâce à une réduction. Ils ne se limitent pas au web et peuvent prendre la forme de coupons imprimés à la maison, et compensables en magasin.
À la différence du couponing, il ne s'agit pas de marketing direct traditionnel puisque ce sont les consommateurs qui vont à la recherche de réductions en ligne, et non les marques qui les contactent en leur proposant des offres promotionnelles.

### Le e-couponing en quelques chiffres
32 % des Internautes français vont sur des sites de marques pour y trouver des e-coupons.
Six milliards de coupons ont été émis par 700 industriels en 2009 et 62 % des acheteurs en ligne déclarent utiliser des bons de réduction. En 2009, le web coupon représentait 1 à 2 % du total des bons de réduction.
En 2016, l’utilisation des coupons aux États-Unis a atteint le chiffre de 126,9 millions de coupons, selon une étude de Statista. Ce chiffre montre l'ampleur de l’engouement des consommateurs pour les réductions et les bonnes affaires, démontrant à quel point les coupons sont devenus un élément essentiel de la stratégie d’achat pour de nombreux Américains.
Le taux de remontée des e-coupons est bien supérieur à celui des autres formes de coupons : 15 à 20 % en moyenne contre 6 % pour les autres formes de coupons.[réf. souhaitée]

### Mode de fonctionnement
Tout d'abord, on distingue deux types de consommateurs : les premiers, qui savent exactement ce qu’ils veulent, et se rendent directement sur le site d’e-couponning pour rechercher une marque et choisir le produit voulu. Les autres sont constamment à la recherche de bonnes affaires et analysent toutes les offres sur la toile, ce sont les plus actifs.
Pour dénicher des bons de réduction sur internet, il existe trois typologies de sites :
- des sites des marques proposant leurs propres coupons,
- des sites indépendants qui proposent les coupons de différentes marques,
- des sites agrégateurs de coupons qui référencent les deux premières catégories afin de permettre à un internaute de trouver un coupon plus facilement.

Une fois les coupons sélectionnés, les utilisateurs peuvent les imprimer ou les télécharger (selon le mode choisi) et les présenter en magasin pour bénéficier d'une ou de plusieurs réductions sur les produits voulus, il s'agit alors d'une réduction immédiate en caisse.
Lorsqu'un consommateur utilise son bon de réduction dans un point de vente, le système de caisse authentifie le coupon et transmet son numéro au tiers (marque ou enseigne de distribution) qui se charge de la compensation.